# Alejandro Krancz
Alejandro Krancz (San Isidro, Argentina; 26 de marzo de 1981) es un jugador argentino de Rugby XV. Inicia su formación rugbística en el San Isidro Club, de la ciudad donde nació. 
Se desempeña en la posición de 3ª línea y centro.

## Carrera Deportiva Amateur
- 1987-2004 San Isidro Club

## Carrera Deportiva Profesional
- 2004-2005 Unione Rugby Sannio (Italia)
- 2005-2007 Rugby Catania (Italia)
- 2007-2008 Takapuna R.F.C (N. Zealand)
- 2007-2008 Amatori Catania (Italia)
- 2008-2010 Rugby Club Vannes (France)
- 2010-2013 Sporting Nazairien Rugby (France)

## Selecciones Provinciales/Nacionales
- 2000 Seleccionado U.R.B.A  U-18
- 2001 Seleccionado U.R.B.A  U-19
- 2002 Seleccionado U.R.B.A  U-21
- 2002 Pre-Seleccionado U.A.R  U-21
- 2002 Seleccionado U.R.B.A  VII
- 2003 Pre-Seleccionado U.A.R  VII
- 2004 Seleccionado U.R.B.A vs H.S.B.C Waratahs (AUS)
- 2004 Seleccionado U.R.B.A vs South Africa A